# Aulacofusus
Aulacofusus is een geslacht van weekdieren uit de klasse van de Gastropoda (slakken).

## Soorten
- Aulacofusus brevicauda (Deshayes, 1832)
- Aulacofusus calamaeus (Dall, 1907)
- Aulacofusus calathus (Dall, 1919)
- Aulacofusus coerulescens Kuroda & Habe in Habe, 1961
- Aulacofusus esychus (Dall, 1907)
- Aulacofusus gulbini Kosyan & Kantor, 2013
- Aulacofusus herendeeni (Dall, 1902)
- Aulacofusus hiranoi (Shikama, 1962)
- Aulacofusus ombronius (Dall, 1919)
- Aulacofusus periscelidus (Dall, 1891)